# Seznam zemětřesení
Toto je seznam vybraných historicky zaznamenaných zemětřesení.

## Seznam významných zemětřesení dle USGS
Tento seznam zahrnuje pouze novodobá zemětřesení významná podle United States Geological Survey.
| Datum              | Čas      | Místo                                                                                                | Šířka                     | Délka                     | Počet mrtvých | M.   | MX                                                   |
| ------------------ | -------- | --- | ------------------------- | ------------------------- | ------------- | ---- | ---------------------------------------------------- |
| 23. ledna 1556     |          | Šen-si, Čína viz Zemětřesení v provincii Šen-si                                                      | 34,5                      | 109,7                     | 830 000       | ~8   |                                                      |
| 17. srpna 1668     |          | Anatolie, Turecko                                                                                    | 40                        | 36                        | 8000          | ~8   |                                                      |
| 26. ledna 1700     |          | Kaskádská zlomová zóna                                                                               | Kaskádská zlomová zóna    | Kaskádská zlomová zóna    |               | ~9   | M (Satake et al, 1996)                               |
| 1. listopadu 1755  | 10:16    | Lisabon, Portugalsko viz Zemětřesení v Lisabonu                                                      | 36                        | -11                       | c. 80 000     | ~8,7 | MI (Johnston, 1996)                                  |
| 16. prosince 1811  | 8:00     | New Madrid, Missouri, USA                                                                            | 36,6                      | -89,6                     |               | ~8,1 | MI (Johnston, 1996)                                  |
| 23. ledna 1812     | 15:00    | New Madrid, Missouri, USA                                                                            | 36,6                      | -89,6                     |               | ~7,8 | MI (Johnston, 1996)                                  |
| 7. února 1812      | 9:45     | New Madrid, Missouri, USA                                                                            | 36,6                      | -89,6                     |               | ~8   | MI (Johnston, 1996)                                  |
| 2. června 1823     | 8:00     | jižní svah hory Kilauea, Havaj, USA                                                                  | 19,3                      | -155                      |               | ~7   | MI (Klein and Wright, 2000)                          |
| 10. června 1836    | 15:30    | jih Sanfranciského zálivu, Kalifornie, USA                                                           | 36,9                      | -121,5                    |               | ~6,5 | MI (Bakun, 1999)                                     |
| Červen 1838        |          | Sanfranciský poloostrov, Kalifornie, USA                                                             | 37,3                      | -123,2                    |               | ~6,8 | MI (Bakun, 1999)                                     |
| 5. ledna 1843      | 2:45     | Marked Tree, Arkansas, USA                                                                           | 35,5                      | -90,5                     |               | ~6,3 | MI (Johnston, 1996)                                  |
| 9. ledna 1857      | 16:24    | Fort Tejon, Kalifornie                                                                               | Fort Tejon, Kalifornie    | Fort Tejon, Kalifornie    | 1             | ~7,9 | M (Grant and Sieh, 1993; Stein and Hanks, 1998)      |
| 16. prosince 1857  | 21:00    | Neapol, Itálie                                                                                       | 40,3                      | 16                        | 11 000        | ~6,9 | MI                                                   |
| 8. října, 1865     | 20:46    | San José, Kalifornie, USA                                                                            | 37,2                      | 121,9                     |               | ~6,5 | MI (Bakun, 1999)                                     |
| 3. dubna 1868      | 2:25     | Hilea, jihovýchodní Havaj, Havaj, USA                                                                | 19,2                      | -155,5                    | 77            | ~7,9 | MI (Klein and Wright, 2000)                          |
| 21. října 1868     | 15:53    | Hayward, Kalifornie, USA, Haywardská zlomová zóna                                                    | 37,7                      | -122,1                    | 30            | ~6,8 | MI (Bakun, 1999)                                     |
| 20. února 1871     | 8:42     | Molokai, Havaj, USA                                                                                  | 21,2                      | -156,9                    |               | ~6,8 | MI (Klein and Wright, 2000)                          |
| 26. března 1872    | 10:30    | Owens Valley, Kalifornie, USA                                                                        | 36,5                      | -118                      | 27            | ~7,6 | M (Beanland and Clark, 1994)                         |
| 15. prosince 1872  | 5:40     | Severní Cascades, Washington, USA                                                                    | 47,9                      | -120,3                    |               | ~7,3 | MI (Malone and Bor, 1979; Rogers et al., 1983)       |
| 23. listopadu 1873 | 5:00     | pobřeží Kalifornie a Oregonu                                                                         | 42,2                      | -124,2                    |               | ~7,3 | MI (Bakun, 2000)                                     |
| 31. srpna 1886     | 2:51     | Charleston, Jižní Karolína, USA                                                                      | 32,9                      | -80                       | 60            | ~7,3 | MI (Johnston, 1996)                                  |
| 24. dubna 1890     | 11:36    | Corralitos, Kalifornie, USA                                                                          | 37                        | 121,8                     |               | ~6,3 | MI (Bakun, 1999)                                     |
| 27. října 1891     | 21:38    | Provincie Mino-Provincie Owari, Japonsko                                                             | 35,6                      | 136,6                     | 7273          | ~8   | MS                                                   |
| 19. dubna 1892     | 10:50    | Vacaville, Kalifornie, USA                                                                           | 38,5                      | -121,8                    | 1             | ~6,4 | MI (Bakun, 1999)                                     |
| 21. dubna 1892     | 17:43    | Winters, Kalifornie, USA                                                                             | 38,6                      | -122                      |               | ~6,4 | MI (Bakun, 1999)                                     |
| 31. října 1895     | 11:08    | Charleston, Missouri, USA                                                                            | 37                        | -89,4                     |               | ~6,6 | MI (Johnston, 1996)                                  |
| 15. června 1896    | 19:32    | Sanriku, Japonsko                                                                                    | 39,5                      | 144                       |               | ~8,5 | M                                                    |
| 12. června 1897    | 11:06    | Ásam, Indie                                                                                          | 26                        | 91                        | 1500          | ~8,3 |                                                      |
| 20. června 1897    | 20:14    | Zlom Calaveras, Kalifornie, USA                                                                      | 37                        | -121,6                    |               | ~6,3 | MI (Bakun, 1999)                                     |
| 31. března 1898    | 7:43     | Mare Island, Kalifornie, USA                                                                         | 38,1                      | 122,4                     |               | ~6,3 | MI (Bakun, 1999)                                     |
| 15. dubna 1898     | 7:07     | Mendocino County, Kalifornie, USA                                                                    | 39,3                      | -123,9                    |               | ~6,8 | MI (Bakun, 2000)                                     |
| 4. září 1899       | 0:22     | Mys Yakataga, Aljaška, USA                                                                           | 60                        | -142                      |               | 7,9  | MS                                                   |
| 10. září 1899      | 21:41    | Zátoka Yakakutat, Aljaška, USA                                                                       | 60                        | -142                      |               | 8    | MS                                                   |
| 9. října 1900      | 12:28    | Kodiak Island, Aljaška, USA                                                                          | 57,1                      | -153,5                    |               | 7,7  | MS                                                   |
| 3. března 1901     | 7:45     | Parkfield, Kalifornie, USA                                                                           | 36,2                      | -120,7                    |               | 6,4  | MS (Abe, 1988)                                       |
| 27. srpna 1904     | 21:56    | Fairbanks, Aljaška, USA                                                                              | 64,7                      | -148,1                    |               | 7,3  | MS                                                   |
| 9. července 1905   | 9:40     | Mongolsko                                                                                            | 49                        | 99                        |               | 8,4  | M                                                    |
| 31. ledna 1906     | 15:36    | Kolumbie a Ekvádor                                                                                   | 1                         | -81,5                     | 1000          | 8,8  | M                                                    |
| 18. dubna 1906     | 13:12    | San Francisco, Kalifornie                                                                            | San Francisco, Kalifornie | San Francisco, Kalifornie | 3 000         | 7,8  | M (Bakun, 1999)                                      |
| 17. srpna 1906     | 0:40     | Valparaíso, Chile                                                                                    | -33                       | -72                       | 20 000        | 8,2  | M                                                    |
| 28. prosince 1908  | 4:20     | Messina a Reggio di Calabria, Itálie                                                                 | 38,3                      | 15,6                      | 70 000        | 7,2  | MS                                                   |
| 1. července 1911   | 22:00    | Zlom Calaveras, Kalifornie, USA                                                                      | 37,39                     | -121,8                    |               | 6,5  | MS                                                   |
| 3. října 1915      | 6:52     | Pleasant Valley, Nevada, USA                                                                         | 40,5                      | -117,5                    |               | 7,1  | M (Stover and Coffman, 1993)                         |
| 11. října 1918     | 14:14    | Portoriko                                                                                            | 18,47                     | -67,63                    | 116           | 7,5  | MS (McCann, 1985)                                    |
| 6. prosince 1918   | 8:41     | Vancouver, Britská Kolumbie, Kanada                                                                  | 49,62                     | -125,92                   |               | 7    | ML (Gutenberg and Richter, 1954: Rogers, 1983)       |
| 16. prosince 1920  | 12:05    | Ning-sia a Kan-su, Čína                                                                              | 36,6                      | 105,32                    | 200 000       | 8,6  | MS                                                   |
| 31. ledna 1922     | 13:17    | Mys Mendocino, Kalifornie, USA                                                                       | 40,7                      | -125,55                   |               | 7,3  | MG-R (Ellsworth, 1990)                               |
| 10. března 1922    | 11:21    | Parkfield, Kalifornie, USA                                                                           | 35,9                      | 120,9                     |               | 6,1  | M (Bakun and McEvilly, 1984)                         |
| 22. ledna 1923     | 9:04     | Mys Mendocino, Kalifornie, USA                                                                       | 40,49                     | -125,32                   |               | 7,2  | MG-R (Ellsworth, 1990)                               |
| 1. září 1923       | 2:58     | Kantó, Japonsko                                                                                      | 35,4                      | 139,08                    | 143 000       | 7,9  | M                                                    |
| 1. března 1925     | 2:19     | Charlevoix, Québec, Kanada                                                                           | 47,76                     | -69,84                    |               | 6,3  | M (Bent, 1992)                                       |
| 28. června 1925    | 1:21     | Clarkston Valley, Montana, USA                                                                       | 46,32                     | -111,52                   |               | 6,6  | M (Dosier, 1989)                                     |
| 29. června 1925    | 14:42    | Santa Barbara, Kalifornie, USA                                                                       | 34,3                      | -119,8                    | 13            | 6,8  | M (Stein and Hanks, 1998)                            |
| 22. října 1926     | 12:35    | Zátoka Monterey, Kalifornie, USA                                                                     | 36,62                     | -122,35                   |               | 6,1  | MG-R (Ellsworth, 1990)                               |
| 22. října 1926     | 13:35    | Zátoka Monterey, Kalifornie, USA                                                                     | 36,55                     | -122,18                   |               | 6,1  | MG-R (Ellsworth, 1990)                               |
| 7. března 1927     | 9:27     | Provincie Tango, Japonsko                                                                            | 35,8                      | 134,92                    | 3 020         | 7,6  | MS                                                   |
| 22. května 1927    | 22:32    | Čching-chaj, Čína                                                                                    | 37,39                     | 102,31                    | 200 000       | 7,9  | MS                                                   |
| 4. listopadu 1927  | 13:51    | Lompoc, Kalifornie, USA                                                                              | 34,92                     | -121,03                   |               | 7,1  | M (Stein and Hanks, 1998)                            |
| 18. listopadu 1929 | 20:32    | Grand Banks, Newfoundland a Labrador, Kanada                                                         | 44,69                     | -56,01                    |               | 7,3  | M (Bent, 1995)                                       |
| 21. prosince 1932  | 6:10     | Cedar Mountain, Nevada, USA                                                                          | 38,51                     | -118,08                   |               | 7,2  | M                                                    |
| 2. března 1933     | 17:31    | Sanriku, Japonsko                                                                                    | 39,22                     | 144,62                    | 2990          | 8,4  | M                                                    |
| 11. března 1933    | 1:54     | Long Beach, Kalifornie, USA                                                                          | 33,6                      | -118                      | 115           | 6,4  | M (Hauksson & Gross, 1991)                           |
| 20. listopadu 1933 | 23:21    | Baffinův záliv, Kanada                                                                               | 73                        | -69,98                    |               | 7,4  | M (Stein et al. 1979)                                |
| 15. ledna 1934     | 8:43     | Bihár, Indie                                                                                         | 27,55                     | 87,09                     | 10 700        | 8,1  | M (Chen and Molnar, 1977)                            |
| 8. června 1934     | 4:47     | Parkfield, Kalifornie, USA                                                                           | 35,9                      | -120,9                    |               | 6,1  | M (Bakun and McEvilly, 1984)                         |
| 1. listopadu 1935  | 6:03     | Timiskaming, Québec, Kanada                                                                          | 48,89                     | -79                       |               | 6,2  | M (Bent, 1996)                                       |
| 22. července 1937  | 17:09    | Salcha, Aljaška, USA                                                                                 | 64,49                     | -146,85                   |               | 7,3  | MS                                                   |
| 23. ledna 1938     | 8:32     | Maui, Havaj, USA                                                                                     | 20,96                     | -156,18                   |               | 6,8  | MS (Klein and Wright, 2000)                          |
| 10. listopadu 1938 | 20:18    | Shumagin Islands, Aljaška, USA                                                                       | 55,33                     | -158,37                   |               | 8,2  | M                                                    |
| 26. prosince 1939  | 23:57    | Erzincanská provincie, Turecko                                                                       | 39,77                     | 39,53                     | 32 700        | 7,8  | MS                                                   |
| 19. května 1940    | 4:36     | Imperial Valley, Kalifornie, USA                                                                     | 32,73                     | -115,5                    | 9             | 7,1  | M (Ellsworth, 1990)                                  |
| 10. listopadu 1940 | 1:39     | Vrancea, Rumunsko                                                                                    | 45,80                     | 26,70                     | 4000          | 7,4  | M (LT, 2007)                                         |
| 7. prosince 1944   | 4:35     | Tonankai, Japonsko                                                                                   | 33,75                     | 136                       | 1223          | 8,1  | M                                                    |
| 1. dubna 1946      | 12:28    | Unimak Island, Aljaška, USA                                                                          | 52,75                     | -163,5                    | 165           | 7,3  | MS (Stover and Coffman, 1993)                        |
| 23. června 1946    | 17:13    | Vancouver, Britská Kolumbie, Kanada                                                                  | 49,75                     | -124,5                    |               | 7,3  | ML (Gutenberg and Richter, 1954: Rogers, 1983)       |
| 4. srpna 1946      | 17:51    | Dominikánská republika                                                                               | 19,25                     | -69                       | 100           | 8    | MS (Abe, 1981)                                       |
| 20. prosince 1946  | 19:19    | Nankaidō, Japonsko                                                                                   | 32,5                      | 134,5                     | 1330          | 8,1  | M                                                    |
| 16. října 1947     | 2:09     | Fairbanks, Aljaška, USA                                                                              | 64,2                      | -148,3                    |               | 7,2  | M                                                    |
| 13. října 1949     | 19:55    | Olympia, Washington, USA                                                                             | 47,1                      | -122,7                    | 8             | 7,1  | ML (Baker and Langston, 1987)                        |
| 22. srpna 1949     | 4:01     | Queen Charlotte Islands, Britská Kolumbie, Kanada                                                    | 53,62                     | -133,27                   |               | 8,1  | MS (Gutenberg and Richter, 1954)                     |
| 15. srpna 1950     | 14:09    | Ásam a Tibet                                                                                         | 28,5                      | 96,5                      | 1526          | 8,6  | M                                                    |
| 21. srpna 1951     | 10:57    | Kona, Havaj, USA                                                                                     | 19,5                      | -155,95                   |               | 6,9  | MS (Klein and Wright, 2000)                          |
| 21. července 1952  | 11:52    | Kern County, Kalifornie, USA                                                                         | 34,95                     | -119,05                   | 12            | 7,3  | M (Stein and Hanks, 1998)                            |
| 4. listopadu 1952  | 16:58    | Kamčatka, Rusko, vyvolalo tsunami v Severo-Kurilsku                                                  | 52,76                     | 160,06                    |               | 9    | M                                                    |
| 29. března 1954    | 6:17     | Španělsko                                                                                            | 37,03                     | -3,51                     |               | 7,9  | M                                                    |
| 6. července 1954   | 11:13    | Rainbow Mountain, Nevada, USA                                                                        | 39,42                     | -118,53                   |               | 6,6  | M (Ellsworth, 1990)                                  |
| 24. srpna 1954     | 5:51     | Stillwater, Nevada, USA                                                                              | 39,58                     | -118,45                   |               | 6,8  | M (Ellsworth, 1990)                                  |
| 16. prosince 1954  | 11:07    | Fairview Peak, Nevada, USA                                                                           | 39,32                     | -118,2                    |               | 7,1  | M (Ellsworth, 1990)                                  |
| 16. prosince 1954  | 11:11    | Dixie Valley, Nevada, USA                                                                            | 39,5                      | -118                      |               | 6,8  | M (Ellsworth, 1990)                                  |
| 24. října 1955     | 4:10     | Concord, Kalifornie, USA                                                                             | 38                        | -122,1                    | 1             | 5,4  | ML (Bolt and Miller, 1975)                           |
| 9. března 1957     | 14:22    | Andreanof Islands, Aljaška, USA                                                                      | 51,56                     | -175,39                   |               | 9,1  | M                                                    |
| 4. prosince 1957   | 3:37     | Gobialtajský ajmag, Mongolsko                                                                        | 45,15                     | 99,21                     | 30            | 8,1  | M                                                    |
| 7. dubna 1958      | 15:30    | Huslia, Aljaška, USA                                                                                 | 65,94                     | -156,37                   |               | 7,3  | M                                                    |
| 10. července 1958  | 6:15     | Fairweather, Aljaška, USA komentář způsobilo 524 m vysoké megatsunami v zátoce Lituya Bay na Aljašce | 58,37                     | -136,66                   | 5             | 7,7  | M                                                    |
| 18. srpna 1959     | 6:37     | Hebgen Lake, Montana, USA                                                                            | 44,6                      | -110,64                   | 28            | 7,3  | M (Dosier, 1985)                                     |
| 29. února 1960     | 23:40    | Agadir, Maroko                                                                                       | 30,5                      | -9,3                      | 10 000        | 5,7  | M                                                    |
| 22. května 1960    | 19:11    | Valdivia, Chile                                                                                      | -38,24                    | -73,05                    | 5700          | 9,5  | M                                                    |
| 26. července 1963  | 4:17     | Skopje, Makedonie                                                                                    | 42,16                     | 21,66                     | 1100          | 6,1  | M                                                    |
| 28. března 1964    | 3:36     | Prince William Sound, Aljaška, USA                                                                   | 61,02                     | -147,65                   | 125           | 9,2  | M                                                    |
| 16. června 1964    | 4:01     | Prefektura Niigata, Japonsko                                                                         | 38,43                     | 139,23                    | 26            | 7,5  | M                                                    |
| 4. února 1965      | 5:01     | Rat Islands, Aljaška, USA                                                                            | 51,21                     | -178,5                    |               | 8,7  | M                                                    |
| 29. dubna 1965     | 15:28    | Seattle a Tacoma, Washington, USA                                                                    | 47,32                     | -122,33                   | 7             | 6,5  | ML (Algermissen and Harding, 1965)                   |
| 28. června 1966    | 4:26     | Parkfield, Kalifornie, USA                                                                           | 35,88                     | -120,49                   |               | 6,1  | M (Tsai and Aki, 1969)                               |
| 12. září 1966      | 16:41    | Truckee, Kalifornie, USA                                                                             | 39,38                     | -120,22                   |               | 5,9  | M (Tsai and Aki, 1970)                               |
| 10. prosince 1967  | 22:51    | Koyna, Indie                                                                                         | 17,39                     | 73,77                     |               | 6,3  | M (Langston, 1976)                                   |
| 2. října 1969      | 6:19     | Santa Rosa, Kalifornie, USA                                                                          | 38,3                      | -122,76                   | 1             | 5,7  | ML (Bolt and Miller, 1975)                           |
| 31. května 1970    | 20:23    | Peru                                                                                                 | -9,25                     | -78,84                    | 66 000        | 7,9  | M                                                    |
| 31. července 1970  | 17:08    | Kolumbie                                                                                             | -1,49                     | -72,56                    |               | 8    | MS                                                   |
| 9. února 1971      | 14:00    | Sylmar, Kalifornie, USA                                                                              | 34,4                      | -118,39                   | 65            | 6,7  | M (Heaton, 1982)                                     |
| 23. prosince 1972  | 06:29    | Managua, Nikaragua                                                                                   | 12,35                     | 86,12                     | 6000          | 6,2  | MW (Brown, R. D., P. L. Ward, and G. Plafker (1973)) |
| 4. února 1975      | 11:36    | Haicheng, Kuang-si, Čína                                                                             | 40,72                     | 122,73                    | 10 000        | 7    | M (Cipar, 1979)                                      |
| 1. srpna 1975      | 20:20    | Oroville, Kalifornie, USA                                                                            | 39,5                      | -121,39                   |               | 5,8  | M                                                    |
| 29. listopadu 1975 | 14:47    | jižní svah hory Kilauea, Havaj, USA                                                                  | 19,45                     | -155,03                   | 2             | 7,2  | MS (Klein and Wright, 2000)                          |
| 4. února 1976      | 9:01     | Guatemala                                                                                            | 15,3                      | -89,14                    | 23 000        | 7,5  | M                                                    |
| 27. července 1976  | 19:42    | Tchangšanské zemětřesení, Che-pej, Čína                                                              | 39,61                     | 117,89                    | 242 419       | 7,6  | M                                                    |
| 6. srpna 1979      | 17:05    | Coyote Lake, Kalifornie, USA                                                                         | 37,11                     | -121,52                   |               | 5,7  | M (Ellsworth, 1990)                                  |
| 15. října 1979     | 23:17    | Imperial Valley, Kalifornie, USA                                                                     | 32,82                     | -115,65                   |               | 6,4  | M (Hartzell and Heaton, 1983)                        |
| 24. ledna 1980     | 19:00    | Livermore, Kalifornie, USA                                                                           | 37,71                     | -121,73                   |               | 5,8  | M (Bolt et al., 1981)                                |
| 25. května 1980    | 16:33    | Mammoth Lakes, Kalifornie, USA                                                                       | 37,6                      | -118,83                   |               | 6,1  | M (Ellsworth, 1990)                                  |
| 8. listopadu 1980  | 10:27    | Gorda Plate, Kalifornie, USA                                                                         | 41,12                     | -124,67                   |               | 7,2  | M (Ellsworth, 1990)                                  |
| 23. listopadu 1980 | 19:34    | Conza della Campania, Avellino, Itálie                                                               | 40,87                     | 15,31                     | 2735          | 7    | M                                                    |
| 2. května 1983     | 23:42    | Coalinga, Kalifornie, USA                                                                            | 36,23                     | -120,32                   |               | 6,5  | M (Ellsworth, 1990)                                  |
| 28. října 1983     | 14:06    | Borah Peak, Idaho, USA                                                                               | 44,09                     | -113,8                    | 2             | 7    | M (PDE Monthly Listing)                              |
| 16. listopadu 1983 | 16:13    | Kaoiki, Havaj, USA                                                                                   | 19,44                     | 155,38                    |               | 6,7  | M (PDE Monthly Listing)                              |
| 24. dubna 1984     | 21:15    | Morgan Hill, Kalifornie, USA                                                                         | 37,3                      | -121,71                   |               | 6,2  | M (PDE Monthly Listing)                              |
| 23. listopadu 1984 | 18:08    | Round Valley, Kalifornie, USA                                                                        | 37,45                     | -118,6                    |               | 5,7  | M (Ellsworth, 1990)                                  |
| 19. září 1985      | 13:17    | Michoacán, Mexiko                                                                                    | 18,44                     | -102,36                   | 9500          | 8    | M (PDE Monthly Listing)                              |
| 23. prosince 1985  | 5:16     | Nahanni, Severozápadní teritoria, Kanada                                                             | 62,16                     | -124,31                   |               | 6,8  | M (Wetmiller et al., 1988)                           |
| 7. května 1986     | 22:47    | Andreanof Islands, Aljaška, USA                                                                      | 51,56                     | -174,81                   |               | 8    | M (PDE Monthly Listing)                              |
| 8. července 1986   | 9:20     | severní Palm Springs, Kalifornie, USA                                                                | 33,97                     | -116,78                   |               | 6,1  | M (Hartzell, 1989)                                   |
| 21. července 1986  | 14:42    | Chalfant Valley, Kalifornie, USA                                                                     | 37,53                     | -118,43                   |               | 6,2  | M (Ellsworth, 1990)                                  |
| 1. října 1987      | 14:42    | Whittier Narrows, Kalifornie, USA                                                                    | 34,06                     | -118,13                   | 8             | 5,9  | M (Hartzell and Iida, 1990)                          |
| 30. listopadu 1987 | 19:23    | Aljašský záliv                                                                                       | 58,84                     | -142,6                    |               | 7,9  | M (PDE Monthly Listing)                              |
| 22. leden 1988     | 0:35     | Tennant Creek, Severní teritorium, Austrálie                                                         | -19,87                    | 133,78                    |               | 6,3  | M (Choy and Bowman, 1990)                            |
| 6. března 1988     | 22:35    | Aljašský záliv                                                                                       | 57,26                     | -142,75                   |               | 7,8  | M (PDE Monthly Listing)                              |
| 25. listopadu 1988 | 23:46    | Saguenay, Québec, Kanada                                                                             | 48,06                     | -71,27                    |               | 5,9  | M (Boatwright and Choy, 1992)                        |
| 7. prosince 1988   | 7:41     | Spitak, Arménie viz Zemětřesení v Arménii 1988                                                       | 40,93                     | 44,11                     | 25 000        | 6,8  | M (PDE Monthly Listing)                              |
| 17. října 1989     | 0:04     | Loma Prieta, Kalifornie, USA                                                                         | 37,14                     | -121,76                   | 63            | 6,9  | M (Wald et al., 1991)                                |
| 25. prosince 1989  | 14:24    | Ungava Peninsula, Québec, Kanada                                                                     | 60,07                     | -73,54                    |               | 6    | M (Bent, 1994)                                       |
| 28. června 1991    | 1:43     | Sierra Madre, Kalifornie, USA                                                                        | 34,25                     | -117,95                   | 2             | 5,6  | M (Wald et al., 1991)                                |
| 17. srpna 1991     | 22:17    | Honeydew, Kalifornie, USA                                                                            | 41,79                     | -125,58                   |               | 7,1  | M (PDE Monthly Listing)                              |
| 23. dubna 1992     | 4:50     | Joshua Tree, Kalifornie, USA                                                                         | 33,87                     | -116,55                   |               | 6,1  | M (Hauksson et al., 1993)                            |
| 25. dubna 1992     | 18:06    | Mys Mendocino, Kalifornie, USA                                                                       | 40,38                     | -124,05                   |               | 7,2  | M (PDE Monthly Listing)                              |
| 26. dubna 1992     | 7:41     | Mys Mendocino, Kalifornie, USA                                                                       | 40,55                     | -124,29                   |               | 6,5  | M (Oppenheimer et al., 1993)                         |
| 28. června 1992    | 11:57    | Landers, Kalifornie, USA                                                                             | 34,2                      | -116,52                   | 3             | 7,3  | M (Sieh et al. 1993)                                 |
| 29. června 1992    | 10:14    | Little Skull Mountain, Nevada, USA                                                                   | 36,77                     | -116,32                   |               | 5,7  | M (Walter, 1993)                                     |
| 2. září 1992       | 0:16     | Nikaragua                                                                                            | 11,77                     | -87,35                    | 116           | 7,7  | M (PDE Monthly Listing)                              |
| 29. září 1993      | 22:25    | Maharashtra, Indie                                                                                   | 18,08                     | 76,52                     | 9748          | 6,2  | M (PDE Monthly Listing)                              |
| 17. ledna 1994     | 12:30    | Northridge, Kalifornie, USA                                                                          | 34,18                     | -118,56                   | 60            | 6,7  | M (PDE Monthly Listing)                              |
| 9. června 1994     | 0:33     | Bolívie                                                                                              | -13,86                    | -67,49                    | 5             | 8,2  | M (PDE Monthly Listing)                              |
| 1. září 1994       | 15:15    | Mys Mendocino, Kalifornie, USA                                                                       | 40,38                     | -125,78                   |               | 7,1  | M (PDE Monthly Listing)                              |
| 17. ledna 1995     | 05:46    | Kobe, Japonsko                                                                                       | 34,57                     | 135,03                    | 5502          | 6,9  | M (PDE Monthly Listing)                              |
| 21. května 1997    | 22:51    | Jabalpur, Indie                                                                                      | 23,07                     | 80,12                     | 38            | 5,8  | M (Singh et al., 1999)                               |
| 17. července 1998  | 8:49     | Nová Guinea                                                                                          | -2,94                     | 142,58                    | 2183          | 7    | M (PDE Monthly Listing)                              |
| 25. ledna 1999     | 18:19    | Kolumbie                                                                                             | 4,45                      | -75,65                    | 1185          | 6,2  |                                                      |
| 17. srpna 1999     | 0:01     | İzmirská provincie, Turecko                                                                          | 40,77                     | 30                        | 17 118        | 7,6  | M (PDE Monthly Listing)                              |
| 20. září 1999      | 17:47    | Nan-tchou, Tchaj-wan                                                                                 | 23,82                     | 120,86                    | 2400          | 7,7  | M (PDE Monthly Listing)                              |
| 16. října 1999     | 9:46     | Hector Mine, Kalifornie, USA                                                                         | 34,56                     | -116,44                   |               | 7,2  | M (PDE Monthly Listing)                              |
| 12. listopadu 1999 | 16:57    | Düzce, Turecko                                                                                       | 40,82                     | 31,23                     | 894           | 7,2  | M (PDE Monthly Listing)                              |
| 3. září 2000       | 8:36     | Napa, Kalifornie, USA                                                                                | 38,38                     | –122,41                   |               | 5    | M (BRK)                                              |
| 16. listopadu 2000 | 4:54     | New Ireland, Papua Nová Guinea                                                                       | –4                        | 152,33                    |               | 8    |                                                      |
| 13. ledna 2001     | 17:33    | Salvador                                                                                             | 13,04                     | -88,66                    | 844           | 7,7  | M (PDE Monthly Listing)                              |
| 26. ledna 2001     | 3:16     | Gudžarát, Indie                                                                                      | 23,39                     | 70,23                     | 20 085        | 7,7  | M (PDE Monthly Listing)                              |
| 28. února 2001     | 18:54    | Olympia, Washington, USA                                                                             | 47,11                     | -122,6                    |               | 6,8  | M (PDE Monthly Listing)                              |
| 23. června 2001    | 20:33    | pobřeží Peru                                                                                         | -16,3                     | -73,55                    | 75            | 8,4  | M (PDE Monthly Listing)                              |
| 25. března 2002    | 14:56    | Hindúkuš, Afghánistán                                                                                | 36,06                     | 69,32                     | 1000          | 6,1  | M (PDE Monthly Listing)                              |
| 20. dubna 2002     | 10:50    | Au Sable Forks, New York, USA                                                                        | 44,51                     | -73,7                     |               | 5,2  | M (PDE Monthly Listing)                              |
| 3. listopadu 2002  | 22:12    | Denali National Park, Aljaška, USA                                                                   | 63,52                     | -147,44                   |               | 7,9  | M (QED)                                              |
| 21. května 2003    | 18:44    | Boumerdes, Alžírsko                                                                                  | 36,96                     | 3,63                      | 2266          | 6,8  | M (QED)                                              |
| 25. září 2003      | 19:50    | Hokkaido, Japonsko                                                                                   | 41,82                     | 143,91                    |               | 8,3  | M (PDE Monthly Listing)                              |
| 17. listopadu 2003 | 06:43    | Rat Islands, Aljaška, USA                                                                            | 51,15                     | 178,65                    |               | 7,8  | M (PDE Monthly Listing)                              |
| 22. prosince 2003  | 19:15    | San Simeon, Kalifornie, USA                                                                          | 35,71                     | -121,10                   | 2             | 6,6  | M (PDE Monthly Listing)                              |
| 26. prosince 2003  | 01:56    | jihovýchodní Írán                                                                                    | 29,00                     | 58,31                     | 31 000        | 6,6  | M (PDE Monthly Listing)                              |
| 28. září 2004      | 17:15    | Parkfield, Kalifornie, USA                                                                           | 35,81                     | -120,37                   |               | 6,0  | M (QED)                                              |
| 26. prosince 2004  | 00:58    | západní pobřeží severní Sumatry komentář vyvolalo tsunami                                            | 3,30                      | 95,87                     | 283 106       | 9,3  | M (QED)                                              |
| 28. března 2005    | 16:09    | severní Sumatra, Indonésie                                                                           | 2,07                      | 97,01                     | 1313          | 8,7  | M (QED)                                              |
| 12. ledna 2010     | 21:53:09 | Haiti viz Zemětřesení na Haiti 2010                                                                  |                           |                           |               | 7,0  |                                                      |
| 16. duben 2016     | 18:58:37 | Ekvádor viz Zemětřesení v Ekvádoru 2016                                                              |                           |                           | 673           | 7,8  |                                                      |
| 19. září 2017      | 18:14:38 | Mexiko viz Zemětřesení v Pueble 2017                                                                 |                           |                           | 370           | 7,1  |                                                      |

Zdroj: USGS  Archivováno 25. 12. 2005 na Wayback Machine.

## Další zemětřesení neevidovaná USGS
| Datum                              | Místo                                                            | Počet mrtvých | Magnituda | Komentář                                              | Zdroj                                              |
| ---------------------------------- | ---------------------------------------------------------------- | ------------- | --------- | ----------------------------------------------------- | -------------------------------------------------- |
| 464 př. n. l.                      | Sparta, Řecko                                                    | ?             | –         |                                                       | –                                                  |
| 226 př. n. l.                      | Rhodos, Řecko                                                    | ?             | –         | Zničilo Rhodský kolos a město Kameiros                | –                                                  |
| 365                                | Knóssos, Kréta (Řecko)                                           | 50 000        | XI        |                                                       | –                                                  |
| 365                                | Syrény, Libye                                                    | ?             | –         |                                                       | –                                                  |
| 20. května 526                     | Antiochijské knížectví, Sýrie                                    | 250 000       | –         |                                                       | Procopius                                          |
| 844                                | Damašek, Sýrie                                                   | 50 000        | VIII      |                                                       | –                                                  |
| 847                                | Mosul, Irák                                                      | 50 000        | –         |                                                       | –                                                  |
| 847                                | Damašek, Sýrie                                                   | 70 000        | X         |                                                       | –                                                  |
| 856                                | Korint, Řecko                                                    | 45 000        | –         |                                                       | –                                                  |
| 893                                | Kavkaz                                                           | 82 000        | –         |                                                       | –                                                  |
| 893                                | Udaipur, Indie                                                   | 180 000       | –         |                                                       | –                                                  |
| 893                                | Ardabil, Írán                                                    | 150 000       | –         |                                                       | –                                                  |
| 1036                               | Šan-si, Čína                                                     | 23 000        | –         |                                                       | –                                                  |
| 1042                               | Palmýra, Sýrie                                                   | 50 000        | X         |                                                       | –                                                  |
| 1057                               | Che-pej, Čína                                                    | 25 000        | –         |                                                       | –                                                  |
| 1138                               | Aleppo, Sýrie                                                    | 230 000       | XI        |                                                       |                                                    |
| 1156–1157                          | Sýrie                                                            | ?             | –         |                                                       | –                                                  |
| 1170                               | Sicílie                                                          | 15000         | –         |                                                       | –                                                  |
| 5. července, 1201                  | Středozemní moře                                                 | 1 100 000     | IX        | Sýrie a severní Egypt                                 | –                                                  |
| 1268                               | Anatolie (Turecko)                                               | 60 000        | –         |                                                       | –                                                  |
| 27. září 1290                      | Čína                                                             | 100 000       | 6,7       |                                                       | –                                                  |
| 26. května 1293                    | Japonsko                                                         | 30 000        | –         |                                                       | –                                                  |
| 18. října 1356                     | Basilej, Švýcarsko                                               | 1000          | 6,5       |                                                       | –                                                  |
| 10. září 1509                      | Istanbul, Turecko                                                | 10 000        | 7,2       |                                                       | –                                                  |
| 26. ledna 1531                     | Lisabon, Portugalsko                                             | 30 000        | –         |                                                       | –                                                  |
| 13. července 1605                  | Chaj-nan, Čína                                                   | 3000          | X         |                                                       | –                                                  |
| 25. listopadu 1667                 | Ázerbájdžán                                                      | 80 000        | XII       |                                                       | –                                                  |
| 7. června 1692                     | Port Royal, Jamajka                                              | 30 000        | –         |                                                       | –                                                  |
| 11. ledna 1693                     | Katánie, Sicílie                                                 | 60 000        | –         |                                                       | –                                                  |
| 1693                               | Neapol, Itálie                                                   | 93 000        | –         |                                                       | –                                                  |
| 1707                               | Japonsko (seismická vlna)                                        | 30 000        | –         |                                                       | –                                                  |
| 30. prosince 1730                  | Hokkaido, Japonsko                                               | 137 000       | –         |                                                       | –                                                  |
| 1731                               | Peking, Čína                                                     | 100 000       | –         |                                                       | –                                                  |
| 11. října 1737                     | Kalkata, Indie                                                   | 300 000       | –         |                                                       | –                                                  |
| 16. října 1737                     | Kamčatka, Rusko                                                  |               | 9,3       |                                                       | –                                                  |
| 7. června 1755                     | Severní Persie                                                   | 40 000        | –         |                                                       | –                                                  |
| 18. listopadu 1755                 | Boston, Massachusetts                                            | 0             | –         |                                                       | –                                                  |
| 28. února 1780                     | Írán                                                             | 200 000       | –         | Šířka: 38, Délka: 46.2                                | –                                                  |
| 4. února—5. února, 28. března 1783 | Kalábrie, Itálie                                                 | 35 000        | –         |                                                       | –                                                  |
| 4. února 1797                      | Quito, Ekvádor & Cuzco, Peru                                     | 41 000        | –         |                                                       | –                                                  |
| 10. února 1797                     | Sumatra                                                          | 300           | 8,4       |                                                       | –                                                  |
| 22. listopadu, 1800, 13.30         | San Diego, Kalifornie, USA (šíř. 34,00, dél. 117,18)             | Neznámé       | 6,5       |                                                       | Historie Kalifornských zemětřesení 1769–současnost |
| 8. prosince, 1812, 9.45            | Wrightwood, Kalifornie, USA (šíř. 34,22, dél. 117,39)            | 42            | 7,0       |                                                       | Centrum kalifornských zemětřesení                  |
| 21. prosince, 1812, 11.00          | Santa Barbara Channel, Kalifornie, USA (šíř. 34,12, dél. 119,54) | 0             | 7,0       |                                                       | Centrum kalifornských zemětřesení                  |
| 25. listopadu 1833                 | Sumatra                                                          |               | 8,7       |                                                       | –                                                  |
| 23. ledna, 1855 21.11              | Wairarapa, Nový Zéland                                           | 4             | ~8,0      | Zvýšilo pobřeží o dva metry                           | –                                                  |
| 16. února 1861                     | Sumatra                                                          |               | 8,5       |                                                       | –                                                  |
| 4. dubna 1905                      | Kangra, Indie                                                    | 20 000        | 7,8       |                                                       |                                                    |
| 11. června 1909                    | Lambesc, Francie                                                 | 46            | 6,2       | Největší zemětřesení ve Francii.                      |                                                    |
| 3. února 1931, 10.47               | Napier, Nový Zéland                                              | 258           | 7,9       | Mnoho měst zničeno.                                   | –                                                  |
| 25. prosince 1932                  | Kan-su, Čína                                                     | 70 000        | 7,6       |                                                       | –                                                  |
| 21. dubna 1935, 6.02               | Tchaj-wan                                                        | 3279          | 7,1       |                                                       | –                                                  |
| 20. prosince 1942                  | Turecko                                                          |               | 6,9       |                                                       | –                                                  |
| 26. prosince 1943                  | Turecko                                                          |               | 7,7       |                                                       | –                                                  |
| 15. ledna 1944, 20:50 GTM-3        | Argentina                                                        | 8000 ~ 10 000 | IX (7,8)  | 30sekundové zemětřesení zničilo 95 % města.[kde?]     | –                                                  |
| 1. února 1944                      | Turecko                                                          |               | 7,5       |                                                       | –                                                  |
| 17. srpna 1949                     | Turecko                                                          |               | 7,1       |                                                       | –                                                  |
| 13. srpna 1951                     | Turecko                                                          |               | 6,8       |                                                       | –                                                  |
| 8. srpna-12. srpna 1953            | Kefalonie, Řecko                                                 | 476           | 7,2       | 113 otřesů v pěti dnech.                              | –                                                  |
| 26. května 1957                    | Turecko                                                          |               | 6,8       |                                                       | –                                                  |
| 19. srpna 1966                     | Turecko                                                          |               | 6,6       |                                                       | –                                                  |
| 22. července 1967                  | Turecko                                                          |               | 7,0       |                                                       | –                                                  |
| 22. května 1971                    | Turecko                                                          |               | 6,8       |                                                       | –                                                  |
| 23. prosince 1972                  | Managua, Nikaragua                                               | 5000 – 20 000 | 6,3       | Zničilo Managuu a pomohlo revoluci.                   | –                                                  |
| 30. června 1975                    | Norris Junction, Yellowstonský národní park, Wyoming, USA        | 0             | 6,1       | Největší zemětřesení v Yellowstonském národním parku. | –                                                  |
| 4. března 1977                     | Bukurešť, Rumunsko                                               | 1500          | 7,5       | Za pět minut bylo zničeno hlavní město.               | –                                                  |
| 21. června 1990                    | Severozápadní Írán                                               | 35 000        | 7,7       |                                                       | –                                                  |
| 13. března 1992                    | Turecko                                                          |               | 6,5       |                                                       | –                                                  |
| 16. dubna 2015                     | Kréta, Řecko                                                     | 0             | 6,1       | Epicentrum 55 km východně od Kréty                    | –                                                  |

## Největší zemětřesení podle magnituda

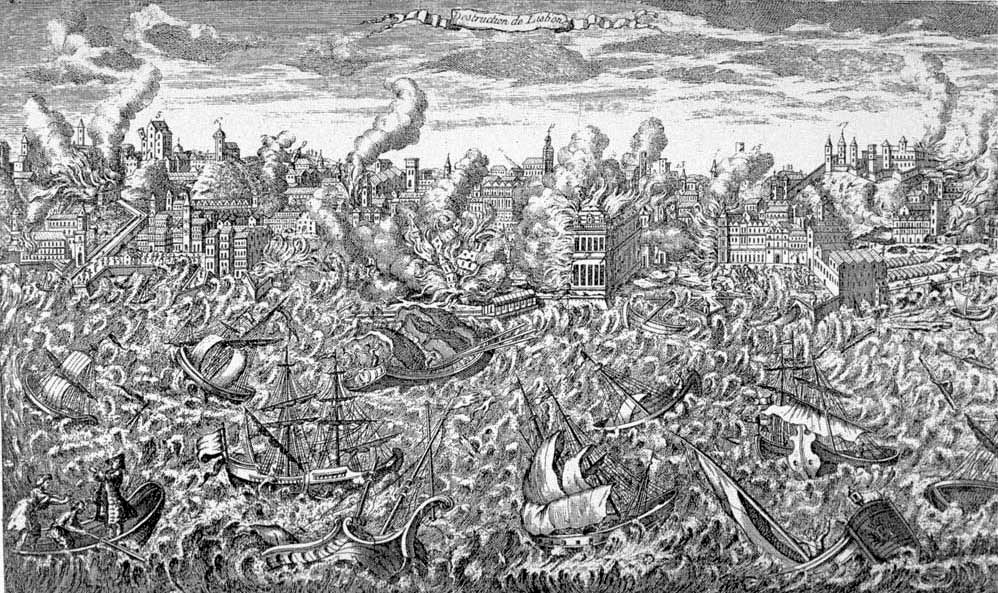
Lisabon, Portugalsko, 1755, dobová rytina

| Pořadí | Datum              | Místo                                      | Článek                              | Magnitudo |
| ------ | ------------------ | ------------------------------------------ | ----------------------------------- | --------- |
| 1      | 22. května 1960    | Valdivia, Chile                            | Velké chilské zemětřesení           | 9,5       |
| 2      | 16. října 1737     | Kamčatka, Rusko                            |                                     | ~9,3      |
| 3      | 26. prosince 2004  | Západní pobřeží severní Sumatry, Indonésie | Zemětřesení v Indickém oceánu 2004  | 9,2       |
| 3      | 27. března 1964    | Záliv Prince Williama, Aljaška, USA        | Zemětřesení na Aljašce 1964         | 9,2       |
| 4      | 4. listopadu 1952  | Kamčatka, Rusko                            | Zemětřesení na Kamčatce             | 9,0       |
| 4      | 13. srpna 1868     | Arica, Chile                               | Zemětřesení v Arice 1868            | 9,0       |
| 4      | 11. března 2011    | severovýchodní Japonsko                    | Zemětřesení a tsunami v Tóhoku 2011 | 9,0       |
| 5      | 26. ledna 1700     | Kaskádová zlomová zóna, Kanada a USA       | Kaskádské zemětřesení 1700          | ~9        |
| 6      | 27. února 2010     | Maule, Chile                               | Zemětřesení v Chile 2010            | 8,8       |
| 6      | 31. ledna 1906     | Kolumbie a Ekvádor                         |                                     | 8,8       |
| 6      | 25. listopadu 1833 | Sumatra, Indonésie                         |                                     | 8,8       |
| 7      | 4. února 1965      | Rat Islands, Aljaška, USA                  |                                     | 8,7       |
| 8      | 1. listopadu 1755  | Lisabon, Portugalsko                       | Zemětřesení v Lisabonu 1755         | ~8,7      |
| 8      | 7. července 1730   | Valparaíso, Chile                          |                                     | ~8,7      |
| 9      | 28. března 2005    | Sumatra, Indonésie                         | Zemětřesení na Sumatře 2005         | 8,6–8,7   |
| 10     | 9. března 1957     | Andreanof Islands, Aljaška, USA            |                                     | 8,6       |
| 10     | 16. prosince 1920  | Šan-si a Šan-su, Čína                      |                                     | 8,6       |
| 10     | 15. srpna 1950     | Ásám a Tibet                               |                                     | 8,6       |
| 11     | 16. prosince 1575  | Valdivia, Chile                            |                                     | 8,5       |